# Frederick Barton Maurice
Pour les articles homonymes, voir Maurice.
Frederick Barton Maurice, né le 19 janvier 1871 à Dublin et mort le 19 mai 1951 à Cambridge, est un général de division britannique, titulaire de l'ordre du Bain, de l'ordre de Saint-Michel et Saint-Georges, de l'ordre royal de Victoria et de l'ordre du Service distingué, également correspondant militaire, écrivain et académicien.
Il est notamment connu pour avoir été forcé à la démission à la suite de la publication d'une lettre dans The Times le 7 mai 1918, dans laquelle il accusait le Premier ministre David Lloyd George d'avoir émis des déclarations trompeuses à propos des effectifs des forces britanniques en France. Il est aussi le fondateur en 1920 de la Royal British Legion, dont il fut le président de 1932 à 1947.

## Biographie
Frederick Barton Maurice est né à Dublin. Il est le fils de John Frederick Maurice (en), un officier de l'armée britannique et historien militaire. Il étudie à la St. Paul's School puis à Sandhurst avant de rejoindre le Derbyshire Regiment en 1892. Son premier poste a lieu en Inde de 1897 à 1898, lors de la campagne de Tirah. À cette époque, il est l'aide de camp de son père.
Après avoir été promu capitaine en 1899, il combat avec les Sherwood Foresters (Derbyshire Regiment) (en) lors de la seconde guerre des Boers (1899-1901) et est promu Brevet Major en novembre 1900.